# Coppa del Generalissimo 1972 (pallacanestro maschile)
La Coppa del Generalissimo 1972 è stata la 36ª Coppa del Generalissimo di pallacanestro maschile.

## Squadre
Le squadre qualificate sono le migliori otto classificate della stagione della Liga Española de Baloncesto 1971-1972.

## Fase a gironi

### Gruppo A
| Pos. | Squadra                | G | V | N | P | PF  | PS  | DP   | Pt |
| ---- | ---------------------- | - | - | - | - | --- | --- | ---- | -- |
| 1.   | Real Madrid            | 6 | 5 | 1 | 0 | 564 | 419 | +145 | 11 |
| 2.   | Estudiantes Monteverde | 6 | 2 | 1 | 3 | 440 | 481 | -41  | 5  |
| 3.   | Manresa La Casera      | 6 | 2 | 0 | 4 | 469 | 518 | -49  | 4  |
| 4.   | Picadero Damm JC       | 6 | 2 | 0 | 4 | 457 | 512 | -55  | 4  |

### Gruppo B
| Pos. | Squadra             | G | V | N | P | PF  | PS  | DP  | Pt |
| ---- | ------------------- | - | - | - | - | --- | --- | --- | -- |
| 1.   | Joventut Badalona   | 6 | 5 | 0 | 1 | 411 | 377 | +34 | 10 |
| 2.   | FC Barcelona        | 6 | 4 | 0 | 2 | 418 | 379 | +39 | 8  |
| 3.   | Kas                 | 6 | 3 | 0 | 3 | 436 | 454 | -18 | 6  |
| 4.   | Sant Josep Badalona | 6 | 0 | 0 | 6 | 382 | 437 | -55 | 0  |

## Tabellone
|  | Semifinali        | Semifinali        | Semifinali | Semifinali | Semifinali |  |  | Finale            | Finale            | Finale |  |
|  |                   |                   |            |            |            |  |  |                   |                   |        |  |
|  | Estudiantes       | Estudiantes       | 53         | 82         | 135        |  |  |                   |                   |        |  |
|  | Joventut Badalona | Joventut Badalona | 72         | 88         | 160        |  |  | Joventut Badalona | Joventut Badalona | 77     |  |
|  | Barcellona        | Barcellona        | 66         | 64         | 130        |  |  | Real Madrid       | Real Madrid       | 92     |  |
|  | Real Madrid       | Real Madrid       | 68         | 64         | 132        |  |  |                   |                   |        |  |

## Finale
| Arbitri: | Eduardo Aznar José Marcé |

|             |            |                 |
| Margall 24  | Punti      | 26 Rodríguez    |
| Josep Lluís | Allenatori | Pedro Ferrándiz |